# Programmations des Eurockéennes de Belfort dans les années 2010
Cet article présente les programmations du festival des Eurockéennes de Belfort dans les années 2010.

## Années 2010

### Édition 2010
Elle a eu lieu du 1er au 4 juillet 2010.
Jeudi 1er, warm-up :

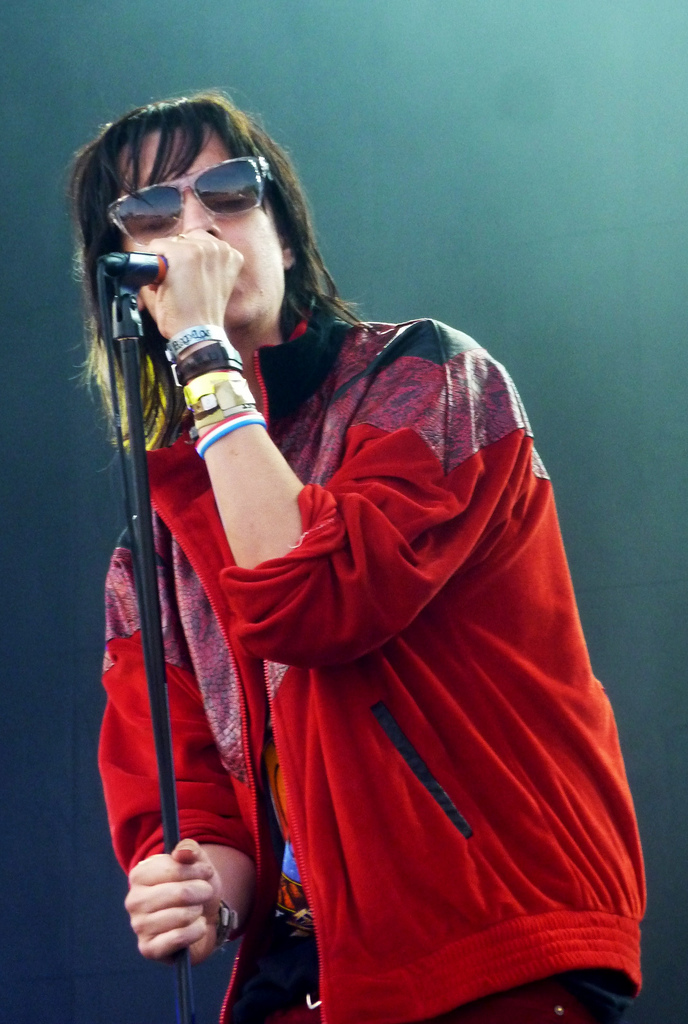
Julian Casablancas, Eurockéennes 2010

FM Belfast, The Gaslamp Killer, Schlachthofbronx, Bomba Estéreo
Vendredi 2 :
Jay-Z, Kasabian, Charlotte Gainsbourg, Missy Elliott, Hot Chip, The Dead Weather, The Black Keys, Foals, Sophie Hunger, Piers Faccini, Patrick Watson et orchestre, Suicidal Tendencies, BB Brunes, Converge, Infectious Grooves, Patrick Watson, The Subs, Chromeo, Baroness, Rox, Two Door Cinema Club, King Midas Sound, Schaltchofbronx, Bomba Estéreo, Filiamotsa, The Picturebooks, The Wankin' Noodles
Samedi 3 : The Hives, The Specials, The xx, Airbourne, Broken Social Scene, Vitalic, Ghinzu, Émilie Simon, General Elektriks, Omar Souleyman, Hindi Zahra et El Tanbura., Serena Maneesh, Memory tapes, The Bewitched Hands, Janelle Monáe, Selah Sue, Radio Radio, We are Enfant terrible, Le Prince Miiaou, Sexy Sushi, Afrodizz, Oy, Colt Silvers, Elektrisk GØnner
Dimanche 4 : Mika, Massive Attack, Julian Casablancas, The Drums, Gallows, LCD Soundsystem, The Bloody Beetroots, Empire of the Sun, Health, Fuck Buttons, B2ST, Martina Topley-Bird, Éthiopiques avec Mahmoud Ahmed, Alèmayèhu Eshèté et Badume’s Band, Wovenhand & Muzsikás, Wildbirds & Peacedrums, The Middle East (en), Gablé, Action Beat, My Own Private Alaska, Kid Bombardos, My Lady's House, Rien

### Édition 2011
Elle a eu lieu du 1er au 3 juillet 2011.

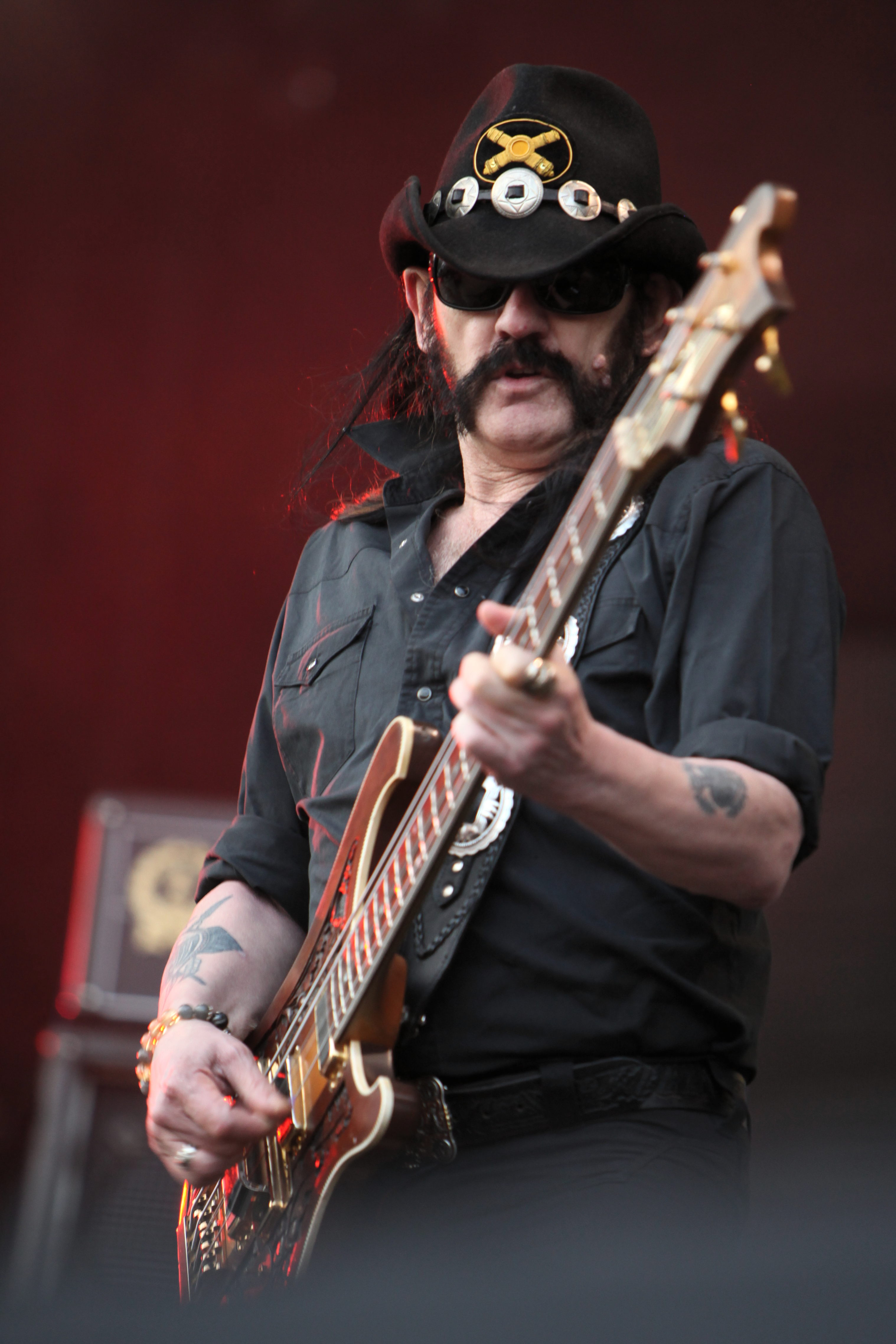
Lemmy Kilmister du groupe Motörhead, Eurockéennes 2011

Cette édition marque plusieurs nouveautés: la création d'une seconde grande scène qui engendre la disparition du Chapiteau, et la scène de la plage devient lacustre. De plus, le nombre de groupes est diminué, passant de 80 à 60 environ.
Le programme partiel se décompose ainsi :
- Vendredi 1er juillet : Tryo, The Ting Tings, Tiken Jah Fakoly, Paul Kalkbrenner, Les Hurlements d'Léo, Keziah Jones, Beth Ditto, Staff Benda Bilili, Stromae, And So I Watch You from Afar, Wu Lyf, Carte Blanche, The Electric Suicide Club, Cheers, Metronomy, The Shoes, True Live, Les Savy Fav, Battles
- Samedi 2 juillet : Queens of the Stone Age, Motörhead, Birdy Nam Nam, Gaëtan Roussel, Raphael Saadiq, House of Pain, Boys Noize, Anna Calvi, Ullmann Kararocke, Padwriterz, King Automatic, Drums Are For Parades (nl), Mars Red Sky, Medi, Atari Teenage Riot, Funeral Party (en), Kyuss Lives!
- Dimanche 3 juillet : Arcade Fire, Arctic Monkeys, Beady Eye, The Dø, Katerine & New Burlesque, Moriarty, Aaron, Crystal Castles, Ullmann Kararocke, Nasser, Honey for Petzi (de), Hit By Moscow, Binary Audio Misfits, Mona, Karkwa, Odd Future

### Édition 2012

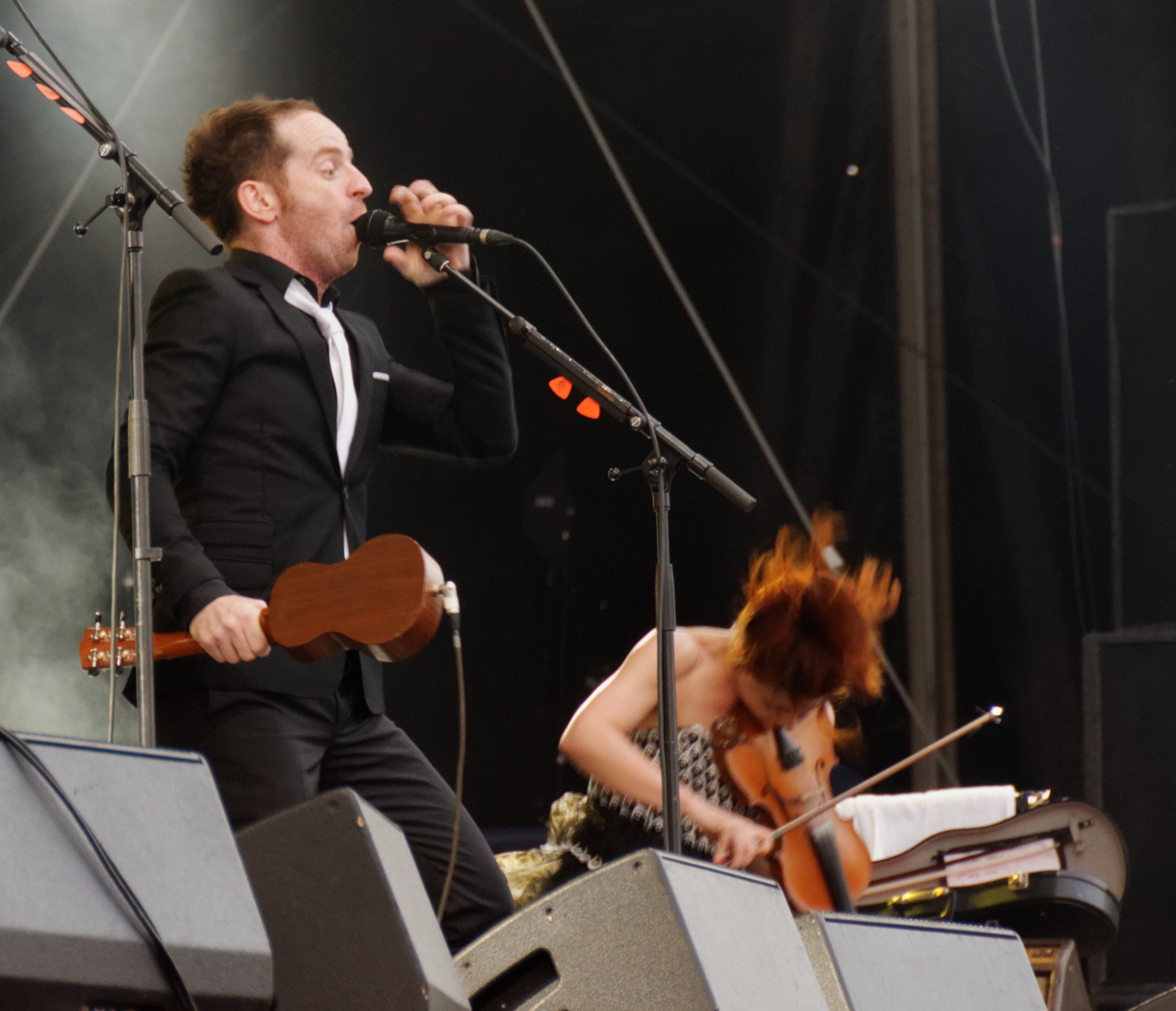
Le groupe Dionysos durant l'édition 2012.

Il s'agit de la 24e édition. Elle a eu lieu du 29 juin au 1er juillet 2012.
The Cure est le premier groupe dont la participation a été officialisée.
Quatorze autres groupes participant aux Eurockéennes en 2012 ont été annoncés le mercredi 7 mars aux alentours de 22 h 30 sur la page facebook du festival et sont : Shaka Ponk, Jack White, Justice, Cypress Hill, Lana Del Rey, Hubert-Félix Thiéfaine, Charlie Winston, Orelsan, Mastodon, Refused, 1995, Wiz Khalifa, Dropkick Murphys et The Kooks. Le mardi 13 mars est annoncé The Brian Jonestown Massacre. Le mardi 20 mars est annoncé Die Antwoord. Le mardi 3 avril Miike Snow annonce son passage. Le 10 avril la présence de Alabama Shakes est confirmée.
Cette année marque également le retour de Bertrand Cantat, qui remonte sur scène avec Amadou et Mariam pour un concert entier pour la première fois depuis l'annonce de la séparation du groupe Noir Désir.
À noter qu'en cause d'une tempête qui éclata le samedi 30 juin au soir, la scène La Plage fut fermée pour des raisons de sécurité, ce qui empêcha Kavinsky de finir son set et les artistes Busy P, Sebastian, Kindness et Skream and Benga de monter sur scène.
Programme par scènes, par jour et par ordre de passage :
| Scènes       | 29 juin                                                                                             | 30 juin | 1er juillet                                                                                     |
| ------------ | --------------------------------------------------------------------------------------------------- | --- | ----------------------------------------------------------------------------------------------- |
| Grande scène | Gentleman Dionysos Hubert-Félix Thiéfaine Shaka Ponk                                                | Sallie Ford and the Sound Outside Mastodon Dropkick Murphys The Cure Justice                                                | 1995 Alabama Shakes Jack White Cypress Hill                                                     |
| Green Room   | Hanni El Khatib Amadou et Mariam avec Bertrand Cantat Sahab Koanda & Le Kokondo Zaz The Kooks C2C   | Cerebral Ballzy (en) Thee Oh Sees Miike Snow Die Antwoord Wiz Khalifa                                                       | Comte de Bouderbala Refused Charlie Winston Orelsan Carbon Airways                              |
| La Plage     | Los Disidentes Del Sucio Motel Hank Williams III Michael Kiwanuka The Mars Volta Factory Floor (en) | Jesus Christ Fashion Barbe Django Django Electric Guest Kavinsky Kindness Busy P Sebastian Skream and Benga feat. Sgt Pokes | Set & Match The Brian Jonestown Massacre Lana Del Rey Chinese Man Miles Kane Cie Transe Express |
| Loggia       | Art District Hollie Cook Näo Christine                                                              | Frànçois and The Atlas Mountains Hathors Murkage Marie Madeleine                                                            | The Buttshakers Reggie Watts Poliça Dope D.O.D                                                  |

### Édition 2013

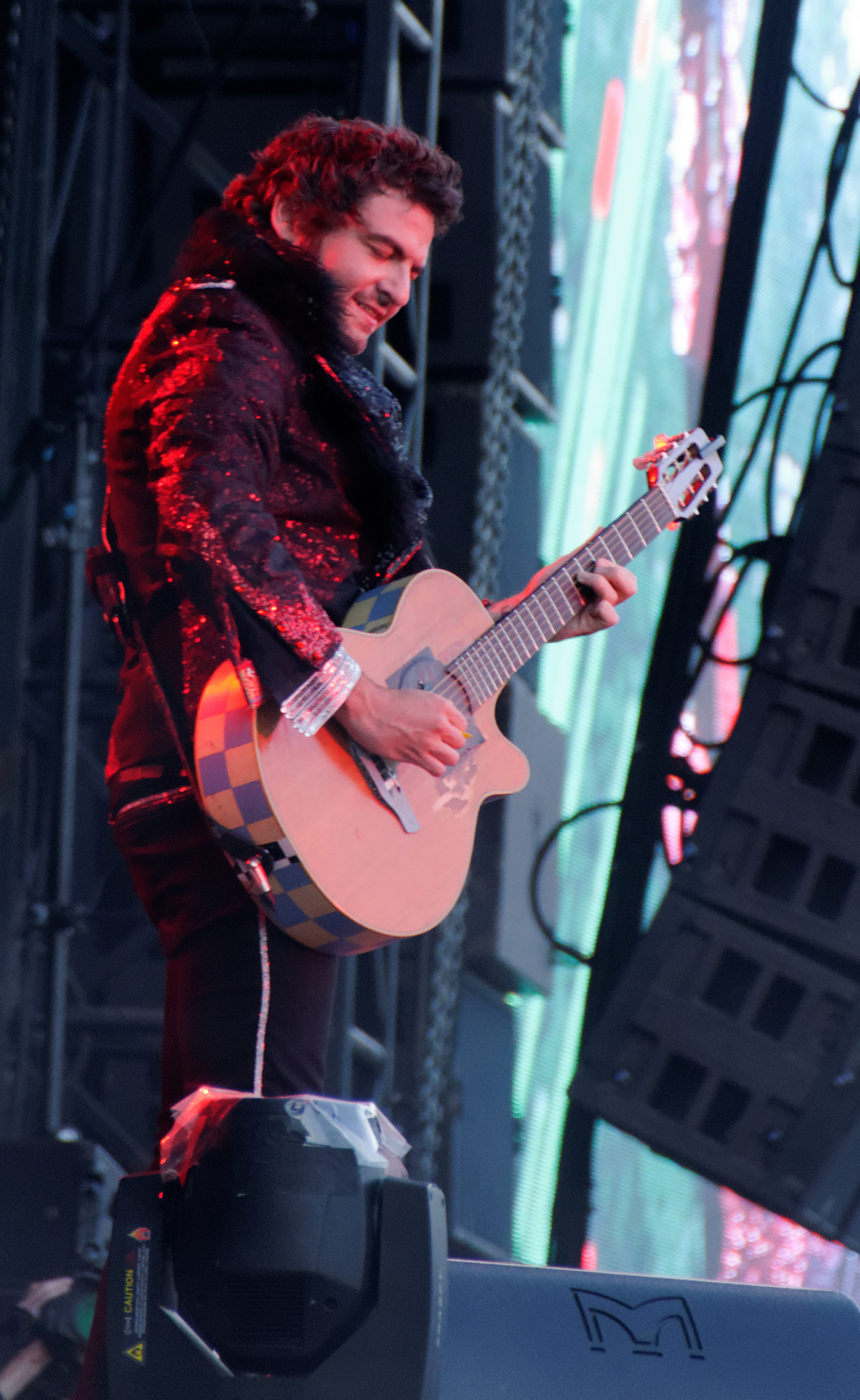
Matthieu Chedid (-M-), Eurockéennes 2013

L'édition 2013 du festival marque ses 25 ans. Les Eurockéennes 2013 se déroulent sur quatre jours, du 4 au 7 juillet 2013. Le nombre de concerts passe ainsi de 60 à plus de 70.
- Jeudi 4 juillet : Jamiroquai, -M-, Asaf Avidan, Alt-J (∆), Wax Tailor, Boys Noize, Major Lazer, Gary Clark, Jr., Joey Bada$$, Skaters, La Femme, Juveniles, Parquet Courts, Chapelier Fou, Mesparrow
- Vendredi 5 juillet : The Smashing Pumpkins, Archive, The Bloody Beetroots, Woodkid, Airbourne, Skip the Use, Lilly Wood and the Prick, Gesaffelstein, Deap Vally, Action Bronson, Danny Brown, FIDLAR, Beware of Darkness, Jupiter & Okwess International, Trash Talk, Matthew E. White, Electric Electric, Pih Poh, Le Club des justiciers milliardaires d'Abidjan
- Samedi 6 juillet : Phoenix, Two Door Cinema Club, Kery James, Kavinsky, Lou Doillon, Dinosaur Jr., Busy P, A$AP Rocky, Black Rebel Motorcycle Club, Valerie June, Matisyahu, Rich Aucoin (en), Is Tropical, Jackson and His Computer Band, Mykki Blanco, Cassius, Fauve, JC Satàn, Von Pariahs, Oy (de), YuLeS, Griefjoy, The Strypes
- Dimanche 7 juillet : Blur, Skunk Anansie, My Bloody Valentine, Keny Arkana, Tame Impala, Mass Hysteria, Neurosis, The Black Angels, The Vaccines, Disclosure, Palma Violets, Graveyard, Red Fang, Hyphen Hyphen, Chvrches, Kvelertak, Da Octopusss

### Édition 2014

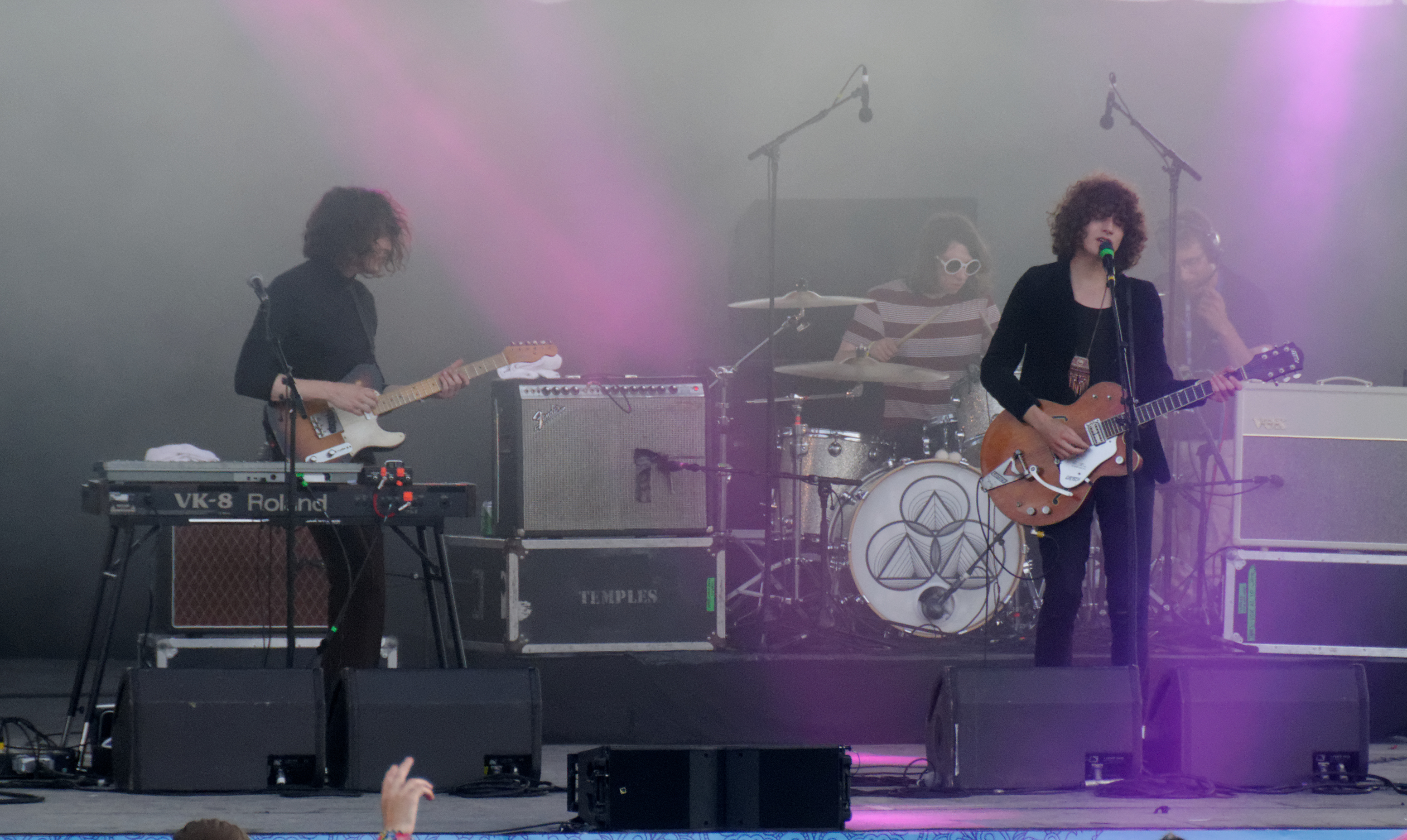
Temples, Eurockéennes 2014

Il s'agit de la 26e édition du festival. Elle s'est déroulée du vendredi 4 au dimanche 6 juillet 2014. La mise en vente des billets a débuté le 3 février à 18 h.
- Vendredi 4 juillet : Stromae, Pixies, Detroit, Les Casseurs Flowters avec Skread et DJ Pone, Metronomy, Benjamin Clementine, Temples, Trash Talk, Gramatik, Odezenne, Reignwolf, Findlay (en), Salut c'est cool, The Daptone Super Soul Revue (Sharon Jones, Charles Bradley et Sugarman 3), Fat White Family, Mofo Party Plan, Hermigervill (is), MØ.
- Samedi 5 juillet : Skrillex, Franz Ferdinand, Shaka Ponk, M.I.A, Gaëtan Roussel, The Parov Stelar Band, Jagwar Ma, Little Dragon, Bondax (en), Drenge, Brodinski, Travis Scott, Freddie Gibbs, Young Fathers, Kaytranada, Cashmere Cat, Jungle, Louisahhh!!!, Club Cheval, Para One, Circa Waves, D-Bangerz, Pegase.
- Dimanche 6 juillet : The Black Keys, Foster the People, Robert Plant, Volbeat, Fauve, Patrice, Biffy Clyro, Schoolboy Q, SBTRKT, Dakhabrakha, Nathalie Natiembé, Ghost, Crew Peligrosos, A Tribe Called Red, I Am Legion, Goat, Uncle Acid and the Deadbeats, Catfish, Jonwayne.

Davantage de photos ici.

### Édition 2015

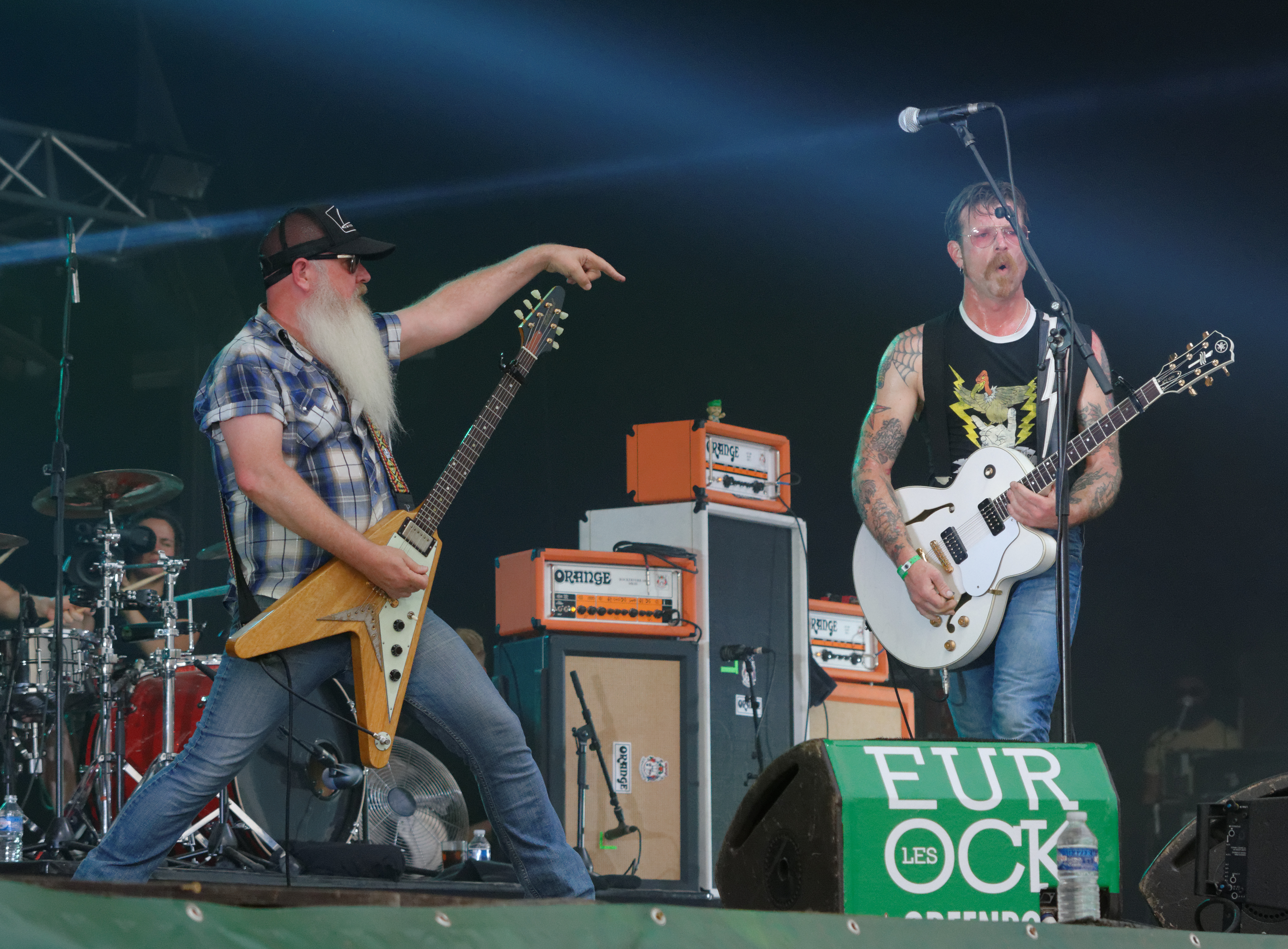
Les Eagles of Death Metal à la scène Green Room, le 5 juillet 2015.

Il s'agit de la 27e édition du festival. Il s'est déroulé du vendredi 3 au dimanche 5 juillet.
Cette édition s'oriente notamment sur le rap.
La programmation de La Plage le 4 juillet est confiée au groupe The Shoes.
La compagnie des Plasticiens Volants clôture le festival.
Programme par scènes, par jour et par ordre de passage :
| Scènes       | 3 juillet | 4 juillet | 5 juillet                                               |
| ------------ | --- | --- | ------------------------------------------------------- |
| Grande scène | St. Paul and The Broken Bones Royal Blood Ben Harper and The Innocent Criminals Skip the Use & friends Boris Brejcha | Oscar and the Wolf Seasick Steve Étienne Daho Major Lazer The Chemical Brothers | Parkway Drive Damian Marley Die Antwoord Sting          |
| Green Room   | King Ayisoba (en) Antemasque (band) (en) Fakear The Dø                                                               | Ibeyi Angus & Julia Stone Christine and the Queens Foxygen | Songhoy Blues Batida Eagles of Death Metal James Blake  |
| La Plage     | Big Freedia (en) Set&Match Georgio Sianna Black Label Society Todd Terje & the Olsens Pusha T Ho99o9                 | The Shoes kickent la Plage ! The Shoes DJ set Forever Pavot Jonathan Toubin (en) DJ set Grunge Broncho (band) (en) Petite Noir ILoveMakonnen Rae Sremmurd Sleaford Mods Julio Bashmore DJ set The Shoes & friends Rone | Sinkane Kevin Gates Run the Jewels Alabama Shakes Flume |
| Club Loggia  | Laetitia Shériff Jack Garratt Cotton Claw Off!                                                                       | Jeanne Added Mina Tindle The Bawdies (en) Bo Ningen (en) Seiho | Puts Marie Slaves Grand Blanc Electric Wizard           |

### Édition 2016
Il s'agit de la 28e édition du festival. Il s'est déroulé du vendredi 1er au dimanche 3 juillet 2016.
Artistes présents :

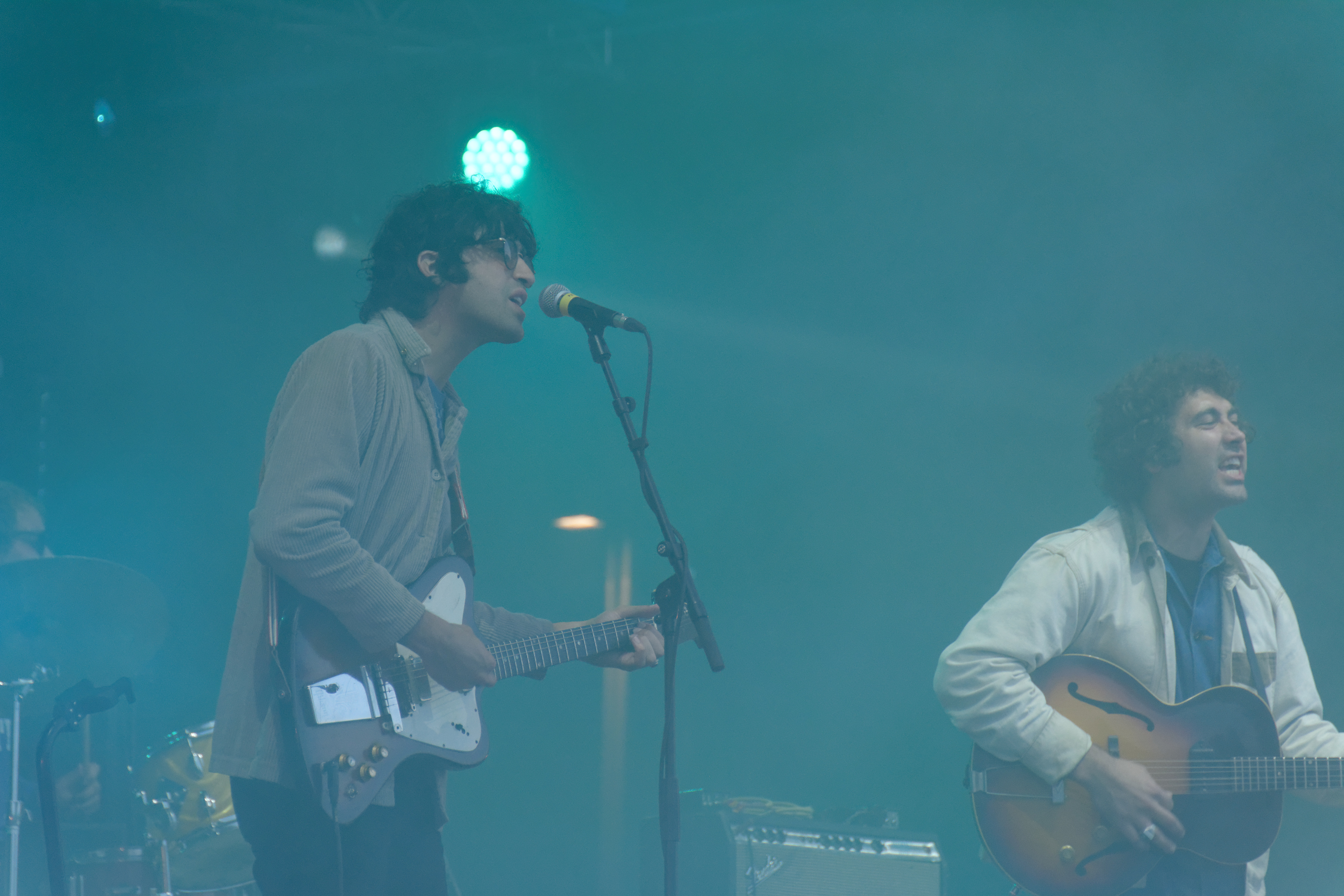
Allah-Las, sur la scène Greenroom, Eurockéennes 2016

- Vendredi 1er juillet : The Last Shadow Puppets, Les Insus, Mr. Oizo, Bagarre, Balzani Show Bizness De Bamako, Nathaniel Rateliff & The Night Sweats, Le Woop, MHD, Vald, Breakbot, Darius, Ty Segall & The Muggers, Pumarosa (en), Chocolat, Destruction Unit
- Samedi 2 juillet : Louise Attaque, Disclosure, Mellow Mood, Beck, Elle King, Allah Las, Lou Doillon, Foals, Yak, Formation, The Inspector Cluzo, Bibi Bourelly, Son Lux, Air, Vince Staples, Section Boyz (en), Last Train, Pokey LaFarge, Otherkin, DBFC
- Dimanche 3 juillet : ZZ Top, Nekfeu, Tame Impala, Frank Carter & The Rattlesnakes, The Kills, M83, Courtney Barnett, Mac DeMarco, Blossoms, Action Bronson, Anderson .Paak, Caribou, Ratatat, Kurt Vile & The Vialators, Las Aves, Sleep

### Édition 2017
Il s'agit de la 29e édition du festival. Elle a eu lieu du jeudi 6 au dimanche 9 juillet 2017.
| Jour               | Grande Scène                                                                                  | Greenroom                                                           | La Plage | Loggia                                                                                          |
| ------------------ | --------------------------------------------------------------------------------------------- | ------------------------------------------------------------------- | --- | ----------------------------------------------------------------------------------------------- |
| Jeudi 6 juillet    | - La Chiva Gantiva (nl) - PNL - Iggy Pop - DJ Snake                                           | - The Lemon Twigs - Soulwax - Jain                                  | - Kevin Morby - Faire - Petit Biscuit - Nina Kraviz | - Serge Bozon (à 18h, 19h30 et 21h) - Archie & The Bunkers - Shame - The Orwells - Mick Jenkins |
| Vendredi 7 juillet | - Idles - Hubert-Félix Thiéfaine & orchestre Victor Hugo de Franche-Comté - Editors - Moderat | - Tash Sultana - Devendra Banhart - Gojira - La Femme               | - Bon Gamin - Alkpote - Lorenzo - Parcels - Gracy Hopkins - Gucci Mane - Machine Gun Kelly | - Blues Pills - Psykup - Alaclair Ensemble - The Geek X VRV                                     |
| Samedi 8 juillet   | - Her - Booba - Dropkick Murphys - Justice                                                    | - Rei - Rocket from the Crypt - Explosions In the Sky - Chinese Man | - Vitalic DJ Set - Fishbach - DJ Zombie Prince (à 17h30 et 18h30, 21h15, 22h45, 0h et 1h45) - Thomas Azier - HMLTD (en) - Tuxedo - Tasha The Amazon (en) - Helena Hauff - Vitalic ODC Live - Rebeka Warrior | - Johnny Mafia - KillASon - Meatbodies (en) - Noga Erez                                         |
| Dimanche 9 juillet | - Royal Blood - Phoenix - Arcade Fire                                                         | - Rocky - Protoje & The Indiggnation - Solange - Savages            | - Group Doueh & Cheveu - Bachar Mar-Khalifé - Jonwayne (en) - Systema Solar (en) - Honey Dijon - Daniel Avery                                                                                               | - Diamante Electrico (en) - Ghetto Kumbé - El Freaky                                            |

### Édition 2018
Il s'agit de la 30e édition du festival. Elle a eu lieu du jeudi 5 au dimanche 8 juillet 2018.
Les festivités pour la 30e édition sont notamment marquées par les passages de la Patrouille de France au dessus du site.
| Jour               | Grande Scène                                                                     | Chapiteau Greenroom                                     | La Plage | Loggia                                                                      |
| ------------------ | -------------------------------------------------------------------------------- | ------------------------------------------------------- | --- | --------------------------------------------------------------------------- |
| Jeudi 5 juillet    | - Texas - Orelsan - Macklemore                                                   | - GoldLink - Bigflo & Oli - Portugal. The Man           | - Tank and the Bangas - Sampha - Cigarettes After Sex - Carnage                                                  | - Dream Wife - Fatima Yamaha - Rich Brian                                   |
| Vendredi 6 juillet | - Nothing But Thieves - Prophets of Rage - Nine Inch Nails - Richie Hawtin Close | - PIHPOH - Rilès - Leon Bridges - Fff                   | - Our Girl - Michelle David & The Gospel Sessions - Beth Ditto - Faka - Kiddy Smile - Sophie - The Black Madonna | - Nakhane (en) - Insecure Men - Warmduscher - Baloji                        |
| Samedi 7 juillet   | - Chronixx (en) - Damso - Queens of the Stone Age - Jungle                       | - Bcuc - Juliette Armanet - At the Drive-in - Rick Ross | - IAMDDB - Superorganism - Moha La Squale - Ski Mask The Slump God - Therapie Taxi                               | - Truckks - Touts - Caroline Rose (en) - Wednesday Campanella - Viagra Boys |
| Dimanche 8 juillet | - Alice In Chains - Liam Gallagher - Shaka Ponk                                  | - Eddy de Pretto - Dead Cross - Seasick Steve           | - Hamza - Lomepal - The Blaze                                                                                    | - Marlon Williams - The Limiñanas - Zeal and Ardor                          |

### Édition 2019

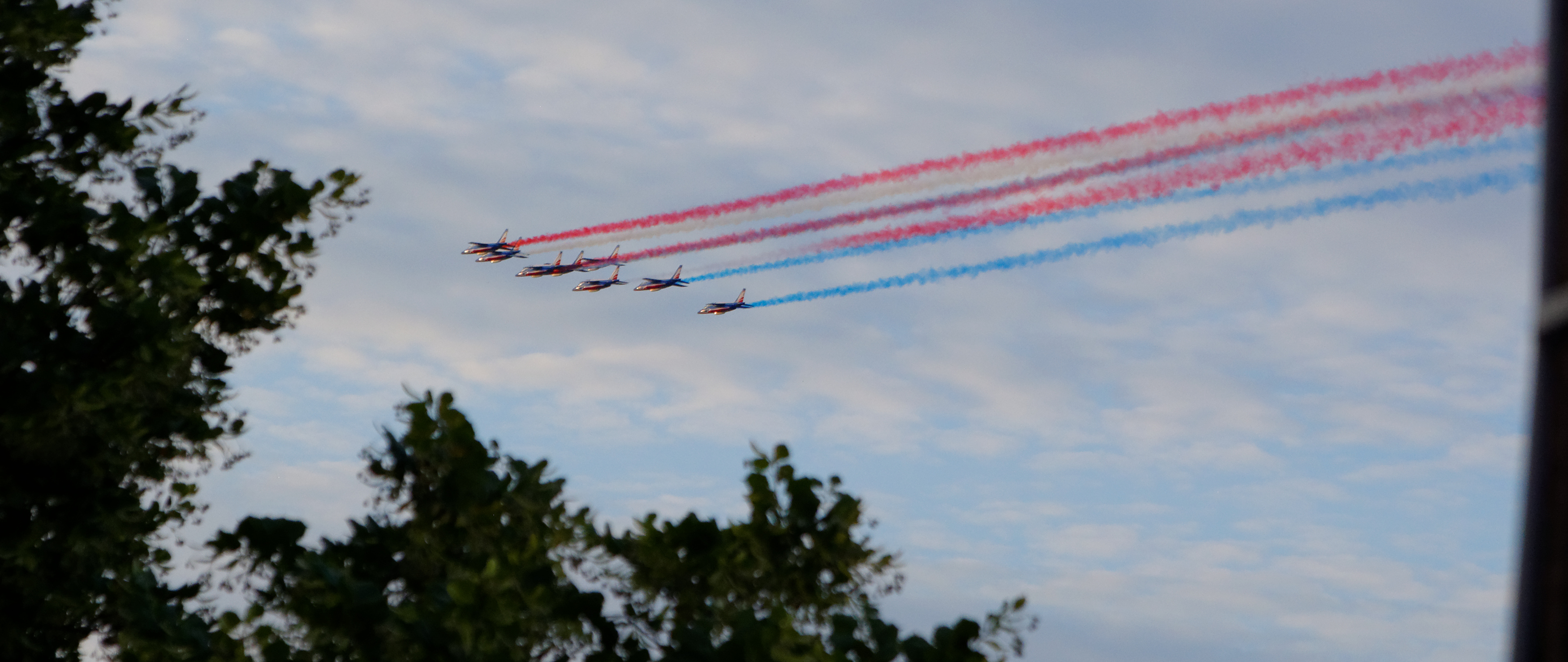
Passage de la Patrouille de France au dessus des Eurockéennes 2019, vu de Belfort

Il s'agit de la 31e édition du festival. Elle a eu lieu du jeudi 4 au dimanche 7 juillet 2019. La Patrouille de France passe au dessus du site aussi lors de cette édition.
| Jour               | Grande Scène | Chapiteau Greenroom                                                                   | La Plage                                                                             | Loggia                                                               |
| ------------------ | --- | ------------------------------------------------------------------------------------- | ------------------------------------------------------------------------------------ | -------------------------------------------------------------------- |
| Jeudi 4 juillet    | - Slash feat. Myles Kennedy & The Conspirators - Suprême NTM - The Chainsmokers                                                   | - Salut c'est cool - Interpol - Roméo Elvis                                           | - Bigger - Sheck Wes - Starcrawler (en) - Suicideboys                                | - Sam Fender - The Hu - Fontaines D.C.                               |
| Vendredi 5 juillet | - John Butler Trio - Alpha Blondy - Nekfeu - Petit Biscuit                                                                        | - Malik Bentalha - Ninho - Idles - Jeanne Added                                       | - MNNQNS - Rival Sons - Kompromat - Rich the Kid                                     | - Say Sue Me (en) - Jambinai & La Superfolia Armaada - Clozee - Dtsq |
| Samedi 6 juillet   | - Mass Hysteria & Guests - Weezer - Jain - Tchami & Malaa                                                                         | - Le Comte de Bouderbala - Frank Carter and the Rattlesnakes - Angèle - Parkway Drive | - Bakar - Hubert Lenoir - Kate Tempest - Aloïse Sauvage - Isha - Georgio - Thylacine | - Les Sœurs Doga - Farai - The Psychotic Monks - Mantar              |
| Dimanche 7 juillet | - Stray Cats - Christine and The Queens - The Smashing Pumpkins (en remplacement de The Prodigy, à la suite du décès du chanteur) | - 13 Block - Columbine - The Roots                                                    | - Trippie Redd - Turnstile - Arnaud Rebotini et le Don Van Club                      | - Julia Jacklin - Underground System - 88Kasyo Junrei (en)           |